# Plough Lane
 (août 2024).
La mise en forme du texte ne suit pas les recommandations de Wikipédia : il faut le « wikifier ».
Les points d'amélioration suivants sont les cas les plus fréquents :
- Les titres sont pré-formatés par le logiciel. Ils ne sont ni en capitales, ni en gras.
- Le texte ne doit pas être écrit en capitales (les noms de famille non plus), ni en gras, ni en italique, ni en « petit »…
- Le gras n'est utilisé que pour surligner le titre de l'article dans l'introduction, une seule fois.
- L'italique est rarement utilisé : mots en langue étrangère, titres d'œuvres, noms de bateaux, etc.
- Les citations ne sont pas en italique mais en corps de texte normal. Elles sont entourées par des guillemets français : « et ».
- Les listes à puces sont à éviter, des paragraphes rédigés étant largement préférés. Les tableaux sont à réserver à la présentation de données structurées (résultats, etc.).
- Les appels de note de bas de page (petits chiffres en exposant, introduits par l'outil «  Source ») sont à placer entre la fin de phrase et le point final[comme ça].
- Les liens internes (vers d'autres articles de Wikipédia) sont à choisir avec parcimonie. Créez des liens vers des articles approfondissant le sujet. Les termes génériques sans rapport avec le sujet sont à éviter, ainsi que les répétitions de liens vers un même terme.
- Les liens externes sont à placer uniquement dans une section « Liens externes », à la fin de l'article. Ces liens sont à choisir avec parcimonie suivant les règles définies. Si un lien sert de source à l'article, son insertion dans le texte est à faire par les notes de bas de page.
- La présentation des références doit suivre les conventions bibliographiques. Il est recommandé d'utiliser les modèles {{Ouvrage}}, {{Chapitre}}, {{Article}}, {{Lien web}} et/ou {{Bibliographie}}. Le mode d'édition visuel peut mettre en forme automatiquement les références.
- Insérer une infobox (cadre d'informations à droite) n'est pas obligatoire pour parachever la mise en page.

Pour une aide détaillée, merci de consulter Aide:Wikification.
Si vous pensez que ces points ont été résolus, vous pouvez retirer ce bandeau et améliorer la mise en forme d'un autre article.
Plough Lane, actuellement connu sous le nom de Cherry Red Records Stadium pour des raisons de parrainage, est un stade de football polyvalent situé à Wimbledon, dans le sud-ouest de Londres. Il est le domicile de l'AFC Wimbledon depuis le 3 novembre 2020.
En 2022, le stade a commencé à être partagé avec l'équipe de rugby à XIII des London Broncos.

## Tribunes
- Cappagh West Stand : capacité de 4 267 places
- Reston Waste South Stand (terrasse avec sièges rail) : capacité de 1 092 places
- Ry Group East Stand : capacité de 2 391 places
- Paul Strank North Stand (tribune des visiteurs) : capacité de 1 465 places

## Histoire
Le Wimbledon F.C. a joué ses matchs dans le stade original de Plough Lane de 1912 à 1991. Le nouveau stade de l'AFC Wimbledon se trouve à environ 200 mètres plus à l'est. Après 1991, Wimbledon F.C. a partagé le stade de Selhurst Park avec Crystal Palace, en prévoyant de déménager ultérieurement dans un nouveau stade tout assis, car l'ancien stade de Plough Lane n'était pas adapté à cette transformation.
Plusieurs emplacements à Merton et au-delà ont été envisagés pour un nouveau stade, mais aucun n'a abouti. En 2003, le club de Wimbledon a déménagé à Milton Keynes, à 70 miles au nord, et a été renommé Milton Keynes Dons.
En 2002, un nouveau club, l'AFC Wimbledon, a été créé par les supporters du club après que la Fédération de football a autorisé le déménagement à Milton Keynes. Pendant ses dix-huit premières années, l'AFC Wimbledon a joué au Kingsmeadow Stadium, dans le quartier voisin de Kingston à Londres.
Depuis sa création, l'AFC Wimbledon a toujours eu pour objectif de retourner à Merton, avec un nouveau stade proche de ce qu'il considère comme son « foyer spirituel » de l'ancien Plough Lane. Cet objectif a conduit à un projet de construction d'un nouveau stade sur le site du Wimbledon Greyhound Stadium, à environ 200 mètres de l'ancien stade de Plough Lane, où l'équipe originale de Wimbledon a joué pendant 80 ans.
Des plans pour développer le site du stade de lévriers en tant que stade polyvalent ou de football ont été souvent publiés avant 2013. En 2013, l'AFC Wimbledon a annoncé des discussions avec le conseil de Merton pour une offre conjointe avec le développeur Galliard Homes, visant à construire un nouveau stade de football, 600 logements et diverses installations communautaires,.

## Développement
La construction a débuté avec la tribune ouest permanente, l'entrée principale se situant au sud de Plough Lane. Cette structure à quatre étages dispose d'un accès général au premier étage et d'un espace d'hospitalité aux étages supérieurs. Cette tribune peut accueillir 4 267 spectateurs ; des tribunes semi-permanentes sur les trois autres côtés portent la capacité initiale à 9 215.
Parmi les sièges semi-permanents, les supporters les plus fervents se trouveront au sud, dans une zone de safe standing (debout sécurisé) ; une zone familiale sera aménagée à l'est et les supporters adverses seront au nord, avec une entrée séparée. Une entrée secondaire pour les supporters locaux des tribunes sud et est est située sur Greyhound Parade, une rue piétonne à l'est.
Les plans pour le stade de football ont été approuvés à l'unanimité par le conseil de Merton le 10 décembre 2015. Le site a commencé à être déblayé pour le nouveau stade et les logements le 16 mars 2018. L'ouverture du stade était initialement prévue pour l'été 2019, mais a eu lieu le 3 novembre 2020. Le titre de propriété du terrain a été transféré à une filiale de l'AFC Wimbledon le 24 décembre 2018, en même temps que d'autres transactions qui ont également formellement transféré la propriété de Kingsmeadow à Chelsea.

## Finances
Le club a ainsi acheté et déblayé le site de l'ancien stade de lévriers de Wimbledon en vue de la construction. En 2019, il a été annoncé qu'un minimum de 2 millions de livres sterling de financement participatif serait nécessaire pour construire une version réduite du design original avec une seule tribune permanente et une capacité initiale de 9 000 places ; en août 2019, les 2 millions de livres avaient été levés via Seedrs.
En novembre 2019, il est apparu que le financement des 11 millions de livres nécessaires pour achever le stade tel que prévu n'était pas assuré ; la propriété des supporters du club a envisagé de réduire le projet, ou d'accepter des investissements extérieurs en renonçant à la propriété pour combler le déficit. Cependant, un financement alternatif a rapidement été levé par les supporters du club via une émission d'obligations qui a permis de récolter plus de 5 millions de livres.
En mai 2020, le financement final nécessaire pour signer tous les contrats de construction a été confirmé grâce à un investissement clé de l'homme d'affaires local Nick Robertson.

## Ouverture
L'AFC Wimbledon a joué son premier match au nouveau stade le 3 novembre 2020 contre Doncaster Rovers, se terminant par un match nul 2-2. Le premier but au nouveau stade a été marqué par Joe Pigott de Wimbledon à la 18e minute de ce match. Cependant, aucun supporter n'a pu assister au match en raison des restrictions nationales liées au COVID-19 en vigueur à l'époque,.
En décembre 2020, le Dons Trust a annoncé qu'il discutait d'un éventuel accord de partage de terrain avec l'équipe de rugby à XIII des London Broncos. Un vote des membres du Trust en mars 2021 a abouti à 91,7 % de votes favorables. Cela était soumis à une révision du permis de construire, opposée par un groupe de résidents, mais ces problèmes ont été résolus avant la saison 2022.
Le 25 mars 2021, un centre de vaccination COVID-19 du NHS a ouvert dans l'espace événementiel du stade ; certains des premiers vaccinés étaient des supporters du club.
Le premier match au stade avec des spectateurs a eu lieu le 18 mai 2021, lorsque 2 000 personnes ont regardé les Dons jouer contre l'équipe des moins de 23 ans de Liverpool lors d'un match amical spécialement destiné à tester les normes de sécurité publique du nouveau stade.
Le premier match avec une foule à jauge pleine a été le match nul 3-3 de l'AFC Wimbledon contre Bolton Wanderers le 14 août 2021.
Le 16 septembre 2021, le club a conclu un nouvel accord de trois ans avec le sponsor de son stade de Kingsmeadow, Cherry Red Records, et ainsi Plough Lane a été renommé Cherry Red Records Stadium.
Le 21 octobre 2021, l'équipe féminine de l'AFC Wimbledon a joué son premier match au stade, remportant 7-1 en FA Cup féminine contre Walton Casuals devant une foule record.
Le 30 janvier 2022, les London Broncos ont joué leur premier match à Plough Lane contre les Widnes Vikings.
Le 5 mars 2022, la finale de la FA Women's Continental League Cup entre Chelsea Women et Manchester City Women a eu lieu au stade.
La plus grande affluence à Plough Lane, 8 623 spectateurs, a été enregistrée le 27 avril 2024 pour un match de championnat contre Walsall. Le précédent record pour un match de coupe était de 8 595 spectateurs le 6 janvier 2024 pour un match du troisième tour de la FA Cup contre Ipswich Town.

## Expansion
Le stade a un permis de construire pour être agrandi à 20 000 spectateurs.